# 道善寺 (春日部市)
道善寺（どうぜんじ）は、埼玉県春日部市にある真言宗智山派の寺院。

## 歴史
1640年（寛永17年）頃、初代石川民部の開基である。石川民部は武蔵国葛飾郡松伏村（現・北葛飾郡松伏町）の豪農で、江戸川開削後の庄内領の新田開発の際に、開拓者のための菩提寺となる寺を創建していた。当寺もその一つで、「道善寺」という寺号も初代石川民部の戒名に由来する。
現在の本堂は1802年（享和2年）に建てられたものである。1967年（昭和42年）に改修されたが、彫刻や絵は江戸時代の文化的影響を受けているという。

## 交通アクセス
- 南桜井駅より徒歩29分。